# ¡Ay, caramba!
¡Ay, caramba! [ˈai kaˈɾamba] è un'esclamazione in lingua spagnola, composta da ¡ay! (interiezione denotante sorpresa o dolore, equivalente all'"ahi" italiano) e caramba (un eufemismo per "carajo", una parola volgare per "pene", simile all'italiano "cazzo" — o meglio "cazzarola" —, usata come esclamazione di dolore o sorpresa). Il termine caramba è usato anche in portoghese come eufemismo di caralho, parola oscena equivalente allo spagnolo carajo. L'espressione denota sorpresa il più delle volte positiva.